# Crossfire (игра)
Crossfire (с англ. — «Перекрестный огонь») — свободная и кроссплатформенная массовая многопользовательская ролевая онлайн-игра.
Игра опубликована под лицензией GNU GPL. Crossfire работает под Linux, Microsoft Windows, Mac OS X, IRIX и множество других платформ, есть (хотя уже и устаревший) кроссплатформенный клиент на Java.

## Игровой процесс
Действие игры Crossfire происходит в фэнтезийном средневековом мире. Игроки могут выбрать для своего персонажа любую из 13 рас: от драконов (огненных детёнышей) и кецалькоатлей до более привычных гуманоидных существ типа человека или эльфа. Также можно выбрать один из 15 классов (профессий) — от алхимика до монаха и воина. В игре используется обширная система навыков, в которой у каждого умения (навыка) есть несколько уровней мастерства (а не просто очки опыта в данном навыке).
Как только процесс создания личного персонажа в игре завершён, созданные персонажи появляются в игровом мире и выбирают два стартовых города, в которых они будут возрождаться, если погибнут. Хотя есть много миссий, но в многих случаях игрок просто путешествует по игровому миру вместе с другими игроками. Игра содержит тысячи различных карт, расположенных по большому континенту, по которым можно пройтись.
Игра ориентирована не только на участие многих игроков, но и на нескольких игроков, поэтому существует и альтернативная карта, где гораздо меньше локаций, нет выбора городов.
У Crossfire есть элементы других игр, особенно Gauntlet и подобных ей игр, таких как NetHack или Angband. Любое число игроков может объединяться в группы и играть на общественных серверах, находя и используя снаряжение (англ. items) и сражаясь против монстров. Игроки могут сотрудничать или конкурировать в игровом мире, который состоит из комбинаций неизменного содержимого и элементов, распределяемых случайным образом (снаряжение, аптечки и т.д). В Crossfire возможно играть по Интернету, по сети, или на единственном компьютере.
Из-за своей природы (многопользовательская игра), хоть и похожая на Nethack, игра по своему духу совершенно отличается от неё, так как является rogue-like в реальном времени. Поэтому в игре довольно неудобное как для realtime-игр, так и для любителей NetHack, управление, кроме того, стрелять стрелами или магией можно только в направлении с шагом 45 градусов.

## История
История развития игры Crossfire началась в середине 1992 года. Первоначально игра разрабатывалась как клон аркадной игры Gauntlet (рус. Рукавица), созданной Франком Тор Йохансоном (англ. Frank Tore Johansen) в Университете Осло, Норвегия. После изменения названия игры, проект разрабатывался в Университете Беркли, Калифорния (с июля 1999 до января 2001 года), а в настоящее время он продолжает развитие на базе SourceForge.
Сначала в игре Crossfire была только одна карта, и действие на ней происходило в помещении (англ. indoor). Позже уровней стало четыре, и соединялись они однонаправленными порталами (то есть игрок мог перемещаться только от первого уровня к четвёртому, но не в обратном направлении). После того, как игрок проходил последний уровень, игра не заканчивалась, но игроку было больше нечего делать (заканчивались миссии). Набор заклинаний был ограничен волшебной пулей (первое заклинание, доступное игроку), огненным шаром, волшебной стрелой, огненными ладонями и молнией. Позже, когда были реализованы двунаправленные порталы (с возможностью возвращаться тем же путём), развитие игры значительно ускорилось за счёт возросшего числа игроков.
В настоящее время игра содержит более чем 150 монстров, приблизительно 3000 карт, сложную систему навыков и улучшений персонажа, 13 рас, 15 классов игрока и множество артефактов и сокровищ.